# بوجا غوبتا
بوجا غوبتا (بالإنجليزية: Puja Gupta)‏ ممثلة وعارضة أزياء هندية ولدت في 30 يناير سنة 1984 بنيودلهي الهند، وقد بدأت مسيرتها في مسابقة ملكة جمال الهند سنة 2007، زيادة على ذلك أنّها فازت بالجائزة، وبعد ذلك عملت في أفلام متميزة منها فيلم فالتو، وأيضا أخدت دور البطولة إلى جانب سيف علي خان في فيلم الرعب والكوميديا غو جوا غون.

## قائمة الأفلام
| السنة | الفيلم            | الدور  | ملاحظة                                      |
| ----- | ----------------- | ------ | ------------------------------------------- |
| 2011  | فالتو (فيلم هندي) | بوجا   | أول فيلم لها                                |
| 2012  | Shortcut Romeo    | شيري / |                                             |
| 2013  | غو جوا غون        | لونا   | فيلم الزومبي                                |
| 2014  | Snafu             | آنيا   | جاري الإنتاج                                |
| 2015  | Hate Story 3      |        | ظهور خاص في أغنية "Neendein Khool Jati Hai" |